# Ґалвеце
Ґалвеце (пол. Galwiecie, нім. Gehlweiden) — село в Польщі, у гміні Ґолдап Ґолдапського повіту Вармінсько-Мазурського воєводства.
Населення — 559 осіб (2011).

## Історія
У 1975-1998 роках село належало до Сувальського воєводства.

## Демографія
Демографічна структура станом на 31 березня 2011 року:
|          | Загалом | Допрацездатний вік | Працездатний вік | Постпрацездатний вік |
| -------- | ------- | ------------------ | ---------------- | -------------------- |
| Чоловіки | 277     | 86                 | 176              | 15                   |
| Жінки    | 282     | 80                 | 174              | 28                   |
| Разом    | 559     | 166                | 350              | 43                   |